# 소금맛 만쥬
소금맛 만쥬(일본어: 塩味饅頭 시오미만쥬[*])는 효고현에서 제조・판매되는 화과자다. 아코시의 특산물로 여겨진다.